# Jack Wouterse

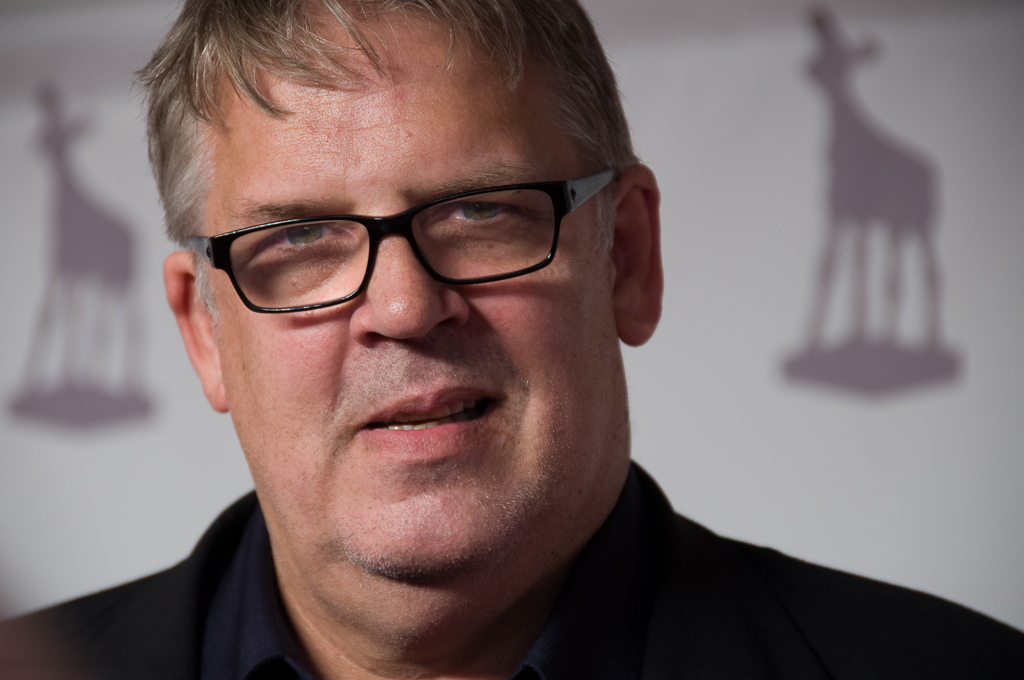
Jack Wouterse (2011)

Jack Wouterse (* 17. Juni 1957 in Soest, Utrecht) ist ein niederländischer Schauspieler.

## Kurzer Werdegang
Sein Filmdebüt hatte Wouterse 1992 im Film Die Noorderlinger vom Regisseur Alex van Warmerdam. Internationale Bekanntheit erlangte er mit seinem Auftritt in einer Folge der US-amerikanischen Fernsehserie Band of Brothers – Wir waren wie Brüder. 
Wouterse hat regelmäßig mit dem später ermordeten Regisseur Theo van Gogh zusammengearbeitet.

## Filmografie (Auswahl)
- 1992: Noorderlingen (De noorderlingen)
- 1995: Lang lebe die Königin (Lang leve de koningin)
- 1996: Das geheimnisvolle Kleid (De jurk)
- 1996: Mortinho por Chegar a Casa
- 1996: De Wolkenfabriek (Fernsehfilm)
- 1997: Chez André
- 1997: In het belang van de staat (Fernsehfilm)
- 1998: Culluliod blues
- 1998: De Pijnbank
- 1998: Een echte hond
- 1998: Temmink: The Ultimate Fight
- 1999: Enigma (Fernsehfilm)
- 1999: Krümelchen (Kruimeltje)
- 1999: Suzy Q (Fernsehfilm)
- 1999–2001: All stars – De serie (Fernsehserie, 33 Episoden)
- 2000: Zoenzucht (Fernsehfilm)
- 2001: Band of Brothers – Wir waren wie Brüder (Band of Brothers) (Fernsehserie, Episode 1x04)
- 2001: Baby Blue
- 2001: Magonia
- 2001: Met Grote Blijdschap
- 2001: Die geheimnisvolle Minusch (Minoes)
- 2002: Pietje Bell und das Geheimnis der schwarzen Hand (Pietje Bell)
- 2003: Het wonder van Máxima (Fernsehfilm)
- 2003: Julie und Herman
- 2003: Pietje Bell und die Jagd nach der Zarenkrone (Pietje Bell 2: De jacht op de tsarenkloon)
- 2003: The Tulse Luper Suitcases: Antwerp
- 2003: The Tulse Luper Suitcases: The Moab Story
- 2004: Der sechste Mai (06/05)
- 2004: Ein Platz für Pluk (Pluk van de petteflet)
- 2004–2007: Grijpstra & de Gier (Fernsehserie, 46 Episoden)
- 2005: Vet Hard
- 2005: Kameleon 2
- 2006: Für ein paar Murmeln mehr (Voor een paar knikkers meer) (Stimme)
- 2006: Kreuzzug in Jeans (Kruistocht in spijkerbroek)
- 2007: Kapitein Rob en het Geheim van Professor Lupardi
- 2007: Die Abenteuer von Kapitän Bontekoes Schiffsjungen – Der Fluch der Gezeiten (De scheepsjongens van Bontekoe)
- 2009: De hoofdprijs (Fernsehserie, 9 Episoden)
- 2010: Gangsterboys
- 2012: Lehrfim über die Provinz Brabant und deren militärische Befestigungsanlagen[1]

## Auszeichnungen
- 1994 Goldenes Kalb in der Kategorie Bester Hauptdarsteller für En route
- 1999 Goldenes Kalb in der Kategorie Bester Hauptdarsteller für Suzy Q
- 2001 Goldene FIPA in der Kategorie Bester Hauptdarsteller für Suzy Q